# Mucuri
Mucuri é um município brasileiro localizado no litoral e extremo sul da Bahia.

## Topônimo
"Mucuri" se origina do tupi antigo mukury, que significa "bacurizeiro".

## História
A história de Mucuri foi registrada por colonos e aventureiros que atravessaram a região, a exemplo do historiador e precursor do movimento bandeirante na Bahia, Gabriel Soares de Sousa. Os registros se referem à presença dos temidos índios botocudos, que resistiram bravamente à dominação do homem branco. Eram nômades, caçadores e extremamente ferozes. A prática da antropofagia entre eles vinha da crença de que comer a carne do inimigo que era forte e destemido lhes traria também força e coragem.

## Geografia
Mucuri possui 18 praias em 45 km de litoral, e o município está no limite sul do estado da Bahia, fazendo, portanto, divisas com os estados de Minas Gerais e Espírito Santo.

### Praias
Litoral Norte
- Paia Jacutinga
- Praia Jardim das Tartarugas
- Praia da Vila
- Praia Bahia do Sol
- Praia do Pôr do Sol

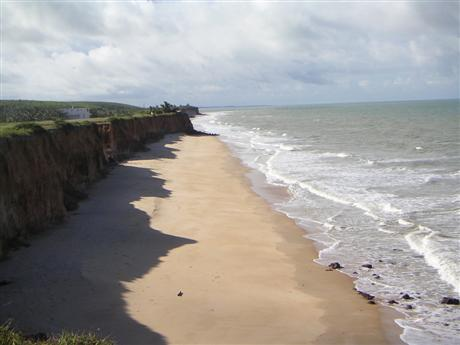
Costa Dourada

- Praia das Malvinas (Praia da Orla/Praia do Centro/Praia da Barra)
- Praia da Ponta “Boca da Barra”

Litoral Sul
- Praia da Gamboa
- Praia da Barra Nova (Vista Linda)
- Praia do Gesuel
- Praia do Camurugi
- Praia do Rio das Ostras “Sossego” (Praia do Domingo)
- Praia dos Coqueiros
- Praia da Costa Dourada
- Praia Dois
- Cacimba do Padre
- Praia dos Lençóis
- Praia do Riacho Doce.[8]

## Economia
Com um PIB de R$ 2,2 bilhões, segundo o IBGE, Mucuri se destaca na produção de celulose.